# 1255
| 1255               |
| ------------------ |
| Dødsfald - Fødsler |
|                    |

| Gregoriansk kalender | 1255 MCCLV              |
| Ab urbe condita      | 2008                    |
| Armensk kalender     | 704 ԹՎ ՉԴ               |
| Kinesiske kalender   | 3951 – 3952 甲寅 – 乙卯 |
| Etiopisk kalender    | 1247 – 1248             |
| Jødisk kalender      | 5015 – 5016             |
| Hindukalendere       |                         |
| - Vikram Samvat      | 1310 – 1311             |
| - Shaka Samvat       | 1177 – 1178             |
| - Kali Yuga          | 4356 – 4357             |
| Iransk kalender      | 633 – 634               |
| Islamisk kalender    | 653 – 654               |

Konge i Danmark: Christoffer 1. 1252-1259
Se også 1255 (tal)

## Begivenheder
- Lissabon bliver hovedstad i Portugal, da Alfons 3. flytter hovedstaden fra Coimbra.
- Königsberg (nutidens Kaliningrad) grundlægges af Den Tyske Orden og navngives efter kong Ottokar 2. af Bøhmen.
- Domkirken i Bourges står færdig.

## Født
- Juli – Albrecht 1. af Tyskland, tysk-romersk kejser (d. 1308)
- Duccio di Buoninsegna, italiensk maler